# Brez besed
Chansons représentant la Yougoslavie au Concours Eurovision de la chanson
Čežnja
(1965) Vse rože sveta
(1967)
Brez besed (« Sans mot ») est une chanson interprétée par la chanteuse yougoslave slovène Berta Ambrož, sortie en 45 tours en 1966. 
C'est la chanson représentant la Yougoslavie au Concours Eurovision de la chanson 1966.

## À l'Eurovision

### Sélection
Le 23 janvier 1966, la chanson Brez besed, interprétée par Berta Ambrož, est sélectionnée par RTV Ljubljana et la Jugoslovenska Radio-Televizija, en remportant la finale nationale Pjesma Eurovizije 1966, pour représenter la Yougoslavie au Concours Eurovision de la chanson 1966 le 5 mars à Luxembourg.

### À Luxembourg
La chanson est intégralement interprétée en slovène, l'une des langues officielles de la Yougoslavie, comme l'impose la règle de 1966 à 1972. C'est la première chanson yougoslave à être interprétée en slovène.
L'orchestre est dirigé par Mojmir Sepe.
Brez besed est la cinquième chanson interprétée lors de la soirée du concours, suivant Ce soir je t'attendais de Michèle Torr pour le Luxembourg et précédant Intet er nytt under solen d'Åse Kleveland pour la Norvège.
À l'issue du vote, elle obtient 9 points, se classant 7e — à égalité avec Yo soy aquél de Raphael (Espagne) — sur 18 chansons,.

## Liste des titres
| A1. | Brez besed                             | Mojmir Sepe, Elza Budau            |  |
| A2. | Moja baby (My Baby)                    | Mack Rice, Elza Budau (adaptation) |  |
| B1. | Jesenski ognji                         | Jože Privšek, Gregor Strniša       |  |
| B2. | Ostani še nocoj (And So We Meet Again) | C. Black, Elza Budau (adaptation)  |  |

## Historique de sortie
| Pays        | Date | Format      | Label   |
| ----------- | ---- | ----------- | ------- |
| Yougoslavie | 1966 | EP 45 tours | PGP RTB |